# Năm Julius (thiên văn)
Bài này nói về khoảng thời gian được sử dụng trong thiên văn.
Đối với năm trong lịch Julius, xem bài Lịch Julius.
Trong thiên văn học, năm Julius là đơn vị đo thời gian được định nghĩa chính xác bằng 365,25 ngày hay 31.557.600 giây. Tên gọi này có nguồn gốc từ thực tế là nó tương ứng với độ dài trung bình của năm trong lịch Julius đã từng được sử dụng trong cộng đồng thế giới phương Tây trong các thế kỷ trước. Tuy nhiên, về nền tảng thì nó chỉ là cách thức trực giác thuận tiện để đo các khoảng lớn về ngày (không phải các năm "thực sự" như năm chí tuyến hay năm thiên văn), và do vậy nó không có mối liên hệ nào với các kiểu duy trì thời gian theo ngày-tháng-năm trong lịch Julius hay bất kỳ loại lịch nào khác.
Năm Julius được sử dụng chủ yếu nhằm mục đích tạo thuận lợi trong các công trình lịch thiên văn, trong đó việc liệt kê số ngày có thể là cồng kềnh và khó nhớ (ví dụ, sẽ dễ dàng/dễ nhớ hơn nếu biểu diễn chu kỳ quỹ đạo của Diêm Vương Tinh là 248 năm Julius thay vì 90.590 ngày). Về trực quan, nó là đơn vị dễ hiểu hơn và rất gần với độ dài thực tế của năm, ngoài ra các khoảng cách được đo theo năm Julius cũng dễ dàng được chuyển đổi ngược lại thành các khoảng cách đo theo ngày mà không có các phần thập phân dài dòng, rắc rối và khó nhớ.
Năm Julius không nên nhầm lẫn với ngày Julius, là đơn vị cũng được sử dụng trong thiên văn. Mặc dù có sự tương tự trong tên gọi, nhưng ở đây không có sự liên hệ nào giữa chúng. Năm Julius không phải là 365,25 "ngày Julius", nó đơn giản bằng 365,25 ngày. Ngày Julius không phải là đơn vị đo thời gian, mà nó đơn giản chỉ là việc đếm đuổi các ngày với sự lựa chọn ngẫu nhiên điểm bắt đầu từ trong quá khứ xa xôi, với số chỉ mỗi ngày tiếp theo sẽ lớn hơn số chỉ ngày hôm trước là 1 đơn vị, một cách để chỉ ra ngày mà không cần tham chiếu tới tháng hay năm. Ở khía cạnh khác, năm Julius là đơn vị đo thời gian và không phải là việc đếm đuổi của năm. Các nhà thiên văn không nói những câu tương tự như "năm nay là năm Julius 2005" (là câu tương tự như khi nói "giờ này là giờ thứ 245"); thay vì thế họ sử dụng các câu tương tự như "chu kỳ thiên văn của Diêm Vương Tinh là 248,0208 năm Julius".

## Chỉ định và đặt tên các kỷ nguyên
Lưu ý rằng năm Julius trong thiên văn là đơn vị thuần túy để đo thời gian và khoảng thời gian, nó không được sử dụng như bất kỳ loại lịch hay các hệ thống duy trì thời gian nào khác. Các nhà thiên văn không sử dụng lịch Julius đối với các sự kiện đương đại: khi họ cần đề cập đến ngày tháng cụ thể nào đó (chẳng hạn ngày diễn ra nhật thực sắp tới), thì họ sử dụng lịch Gregory tương tự như những người khác. Tuy nhiên, đối với các sự kiện xảy ra trước khi có lịch Gregory (vào ngày 15 tháng 10 năm 1582 thì lịch Julius với năm lịch sử từ ngày 1 tháng 1 tới 31 tháng 12 được sử dụng.
Tuy nhiên, năm Julius là nền tảng để đặt tên các kỷ nguyên tiêu chuẩn sử dụng trong thiên văn. Một kỷ nguyên đơn giản chỉ rõ một thời điểm thời gian chính xác. Kỷ nguyên Julius J2000.0 được đồng bộ chính xác vào 12:00 TT (gần nhưng không chính xác bằng thời điểm giữa trưa theo GMT) ngày 1 tháng 1 năm 2000 trong lịch Gregory (không phải lịch Julius), và các kỷ nguyên tương lai có thể tính toán và đặt tên theo số ngày kể từ đó, chia cho 365,25. Vì thế, kỷ nguyên tương lai "J2100.0" sẽ chính xác bằng 36525 ngày kể từ kỷ nguyên J2000.
Tuy nhiên, thực sự nó không có mục đích sử dụng thực tế nào như là của các hệ thống lịch hiện đang được áp dụng (nó được đồng bộ với ngày 1 tháng 1 năm 2000 của lịch Gregory mà không phải của lịch Julius với cùng một tên gọi, chúng lệch nhau khoảng 2 tuần, do nó sử dụng năm Julius nên nó sẽ lệch khỏi lịch Gregory sau vài trăm năm). Ngoài ra, nó đơn giản chỉ là cách chuyển đổi thuận tiện để liệt kê và đặt tên gọi các kỷ nguyên.
Trong thiên văn, các vị trí của các ngôi sao (xích kinh và xích vĩ, tương ứng với kinh độ và vĩ độ địa lý) dần dần thay đổi do tuế sai, vì thế khi chỉ rõ các tọa độ của một ngôi sao nào đó thì cần thiết phải đề cập rõ là các tọa độ này được áp dụng cho kỷ nguyên nào. Ngoài ra, các thông số quỹ đạo của các hành tinh cũng thay đổi nhẹ theo một gốc liên tục do các hiệu ứng của sự nhiễu loạn hấp dẫn, vì thế chúng cũng phải được chỉ rõ là áp dụng cho kỷ nguyên nào. Kỷ nguyên tiêu chuẩn được sử dụng ngày nay là J2000, nhưng vì các lý do thực tế nên một kỷ nguyên tiêu chuẩn mới sẽ được lựa chọn cứ sau khoảng mỗi 50 năm.